# Synagoge (Freudenburg)
Die Synagoge in Freudenburg wurde 1784/85 in der Hintergasse (heutige Balduinstraße 7) erbaut. Während der 153-jährigen Nutzung wurde das Gebäude mehrfach renoviert. Bei den Novemberpogromen 1938 wurde die Inneneinrichtung vollständig zerstört und die Synagoge anschließend in Brand gesetzt. Die Synagoge, durch Bombenangriffen gegen Ende des Zweiten Weltkriegs weiter beschädigt, wurde 1962 abgerissen.

## Synagoge
Ein Betsaal war bereits am Ende des 17. Jahrhunderts in der Gemeinde vorhanden. Die Synagoge wurde im Jahr 1784/85 in der damaligen Hintergasse (heutige Balduinstraße 7) auf diesem Grundstück, ein Stück von der Straße nach hinten versetzt, errichtet. Es handelte sich um einen einfachen Bau mit Spitzgiebel und einem kleinen Anbau an der Seite, in dem sich der Toraschrein befand. Der Innenbereich wies keine Wandmalereien auf. Die Fenster bestanden aus einfachem, nicht bunten Glas. Die Synagoge wurde mehrfach instand gesetzt. Nach einer Renovierung im Jahr 1879 verfügte die Synagoge über 25 Sitzplätzen für Männer sowie über eine Frauenempore mit 20 Sitzplätzen. Die Empore war 1860 erbaut worden und über eine Treppe von außen erreichbar. Die letzte Renovierung fand im Jahr 1925 statt. Hierbei wurden Schäden am Dach instand gesetzt, durch die Wasser in die Synagoge eingedrungen war, welches den Toraschrein beschädigt hatte. Während den Novemberpogromen 1938 wurde die Synagoge verwüstet und in Brand gesetzt. Bei Bombenangriffen im Jahr 1944/45 wurde das bereits stark beschädigte Gebäude weiter zerstört. Nach Ende des Zweiten Weltkrieges stand nur noch ein Teil des Giebels. Im Jahr 1962 ließ die Gemeinde Freudenburg, die das Grundstück und die Ruine im Jahr 1956 erworben hatte, die Reste abreißen. Am ehemaligen Standort der Synagoge befindet sich heute ein Gedenkstein. Die Inschrift lautet:
Zur Erinnerung an unsere Mitbürger jüdischen Glaubens, an ihre Synagoge auf diesem Platz.

Im Gedenken an ihr durch Unrecht und Gewalt in den Jahren 1933 bis 1945 erlittenes Schicksal.

Das Geheimnis der Versöhnung heißt Erinnerung.

Die Bürger der Ortsgemeinde Freudenburg 1995.

## Jüdische Gemeinde Freudenburg
Zur jüdischen Gemeinde Freudenburg gehörten auch die Einwohner jüdischen Glaubens der benachbarten Gemeinde Weiten. Erstmals wird in Freudenburg ein jüdischer Einwohner mit Namen Hirtz im Jahr 1589 erwähnt. Dieser hatte das Wohnrecht in der Vordergaß (heutige Burgstraße) beim Abt von St. Maximin erworben. Die Verstorbenen wurden auf dem jüdischen Friedhof in Freudenburg beigesetzt. Die jüdische Gemeinde verfügte über eine eigene Religionsschule. Zeitweise war ein eigener Religionslehrer, der auch die Aufgaben des Vorbeters und Schochet innehatte, angestellt. Die, nach der Machtergreifung Adolf Hitlers 1933, immer stärker werdenden Repressionen gegen jüdische Bürger veranlassten viele jüdische Einwohner zur Emigration. Dies führte dazu, dass zum Zeitpunkt der Novemberpogrome 1938 nur noch 14 Einwohner jüdischen Glaubens in Freudenberg lebten. Die letzten jüdischen Einwohner wurden im September 1939 nach Trier verbracht.

### Entwicklung der jüdischen Einwohnerzahl
| Jahr | Juden      | Jüdische Familien |
| ---- | ---------- | ----------------- |
| 1700 |            | 5                 |
| 1769 |            | 7                 |
| 1800 |            | 10                |
| 1808 |            | 5                 |
| 1833 | 35         |                   |
| 1843 | 46         |                   |
| 1845 | 51         |                   |
| 1860 | 57         |                   |
| 1875 | 62         |                   |
| 1900 | 67         |                   |
| 1924 | 75         |                   |
| 1933 | 44 oder 54 |                   |
| 1935 | 50         |                   |
| 1936 | 36         |                   |
| 1938 | 14         |                   |
| 1939 | 4 oder 6   |                   |
| 1.   |            |                   |

Quelle: alemannia-judaica.de; jüdische-gemeinden.de
Insgesamt wurden 68 Mitglieder der jüdischen Gemeinde aus Freudenberg und aus Weiten (die dort geboren wurden oder zeitweise lebten) während der Zeit des Nationalsozialismus ermordet.